# 冬季攻勢 (1939-1940年)
日中戦争における冬季攻勢（とうきこうせい）とは、日中戦争中の1939年（昭和14年）12月上旬から1940年（昭和15年）2月頃までの間、中国のほぼ全戦線で行われた中国国民革命軍の攻勢である。この攻勢の規模や中国軍の戦意は日本軍の予想を遥かに上回るものであった。支那派遣軍はこの攻勢に持ちこたえたが、中国軍の抗戦意思と戦力を見直し、五原作戦や宜昌作戦、賓陽作戦等の反撃作戦を実施した。

## 攻勢の企図
中国軍は1939年（昭和14年）6月から第二期整訓を実施しており、11月に完了を1ヵ月繰り上げ、12月上旬からこれらの部隊を主体とした「冬季攻勢」を中国の全正面で一斉に決行した。整訓部隊は第2、第3、第5、第9戦区に加入して主攻撃を実行し、その他の戦区では現有兵力が11月末から欺瞞攻撃で牽制をおこなった。攻勢の重点は華中方面に指向され、揚子江下流の遮断や漢口など重要都市の奪還が目標とされた。攻勢の発動にあたり蔣介石は、日本軍が大規模な攻勢作戦を行わなくなった一方で、中国軍の整訓が完了したことを好機として「守を転じて攻となす」との訓令を全軍に与えて激励している。

## 華北方面の攻勢
華北方面における冬季攻勢は、山西省南部を重点とした広範囲で企図されていたが、偶然にも第37師団が12月上旬から中条山方面での作戦を実施したので未然に攻勢の機先を制した形となり、また国民政府側と共産党側との対立もあって大規模な攻勢は見られなかった。また、蒙疆方面では冬季攻勢に連動して次のような攻撃が実施された。

### 包頭の戦い
12月上旬から、綏遠省包頭（騎兵集団司令部の所在地）周辺では中国軍の出撃が頻発し、日本軍の警備隊と戦闘を交えていた。12月19日、騎兵集団は有力な中国軍部隊が包頭攻略を目指して西方から接近中という情報を得、翌20日朝に主力部隊で討伐隊を編成して西門から出撃した。
しかし、この情報は巧妙な偽情報であった。
この時、北西門から便衣隊が一斉に侵入し、残留した日本兵との市街戦が始まった。駐蒙軍は救援を提言したが騎兵集団側は拒絶し、騎兵第1旅団を包頭に招致した。騎兵第13、第14連隊はそれぞれ独断で包頭の救援に向かったが、途上でいずれも中国軍に包囲され、騎兵第13連隊はその過半を失い、騎兵第14連隊長小林一男大佐は戦死した。空振りに終わった討伐隊は日没後包頭に帰還した。
翌21日から騎兵第1旅団は攻撃を開始したが、戦闘は進捗しなかった。駐蒙軍からの増援2個大隊も到着し、22日から騎兵集団は総攻撃を開始、23日中国軍は退却した。
包頭に来襲したのは、五原を拠点とする第35軍（軍長：傅作義）で、日本軍は翌1940年1月から傅作義軍を撃破するために後套進攻作戦（五原作戦）を実行する。

## 華中方面の攻勢

### 第11軍方面（武漢地区）
第11軍は、支那派遣軍総司令部からの通報で中国軍の反攻の企図を知ったが、四月攻勢の前例に慣れて、「（敵の総反攻は）痴人の迷夢に過ぎず」と楽観視していた。
12月12日、中国軍は第11軍の全正面に一斉に来襲してきた。かつて無い大規模な攻勢で、1月20日ごろまで約40日間にわたって執拗に行われた。日本軍の第一線部隊は、ほとんど小部隊ごとに中国軍の重囲の中で孤立し、物資の欠乏と大きな損害に耐えながら防戦した。第11軍は直轄の機動兵団を持っていなかったので、わずかに集めうる兵力を抽出して緊急方面に急派させるとともに、孤立した小部隊に対しては航空部隊で空中補給を行った。
以下は、第11軍各師団の戦闘例。
- 第3師団に来襲した中国軍は23個師[8]。師団は12月14日信陽方面に出撃して中国軍を撃退、応山地区守備隊は来襲した10個師から陣地を死守した。その後も中国軍の攻撃はやまず、師団は1月5日からの反撃作戦で掃蕩を行った。

- 第13師団に来襲した中国軍は49個師。1、2小隊ごとに配置された警備隊はたちまち孤立して主力との連絡を遮断された。悪戦苦闘が続いた後、師団と第11軍からの増援部隊が出撃すると、中国軍は12月22日夜に後退した。1月に入ってからも安陸・京山方面で中国軍が出撃してきたので、師団は3月上旬まで掃蕩作戦を続行した。

- 第6師団に来襲した中国軍は16個師。7,8キロ間隔で配置された警備陣地の隙間から深く侵入して猛攻を加えてきた。隣接の第40師団と第11軍からの増援部隊で出撃し、12月24日ごろまでに中国軍を撃退した。しかし中国軍の多くは山地に拠って退却せず、師団は1月に入ってからも掃蕩作戦を実施した。

- 第40師団は冬季攻勢に先立って、警備地域前面の掃蕩をあらかじめ準備していた。そこへ中国軍の5個師が来襲したが、師団は機先を制して東西から挟撃、第197師司令部を急襲するなど多くの戦果を収めた。また石本支隊（歩兵5個大隊、砲兵2個大隊）を第6師団に配属させて掃蕩作戦を行った。

中国軍の士気は旺盛で、戦法は夜間攻撃を用い、隠密に接近して日本軍拠点を包囲し、手榴弾による近接戦闘、築城の利用をする等よく訓練されていた。また兵器・弾薬も豊富で十分な補給能力があった。来襲した兵力は合計約71個師（約54万人・この方面の約80%）にのぼった。第11軍は守地を中国軍に奪取されることなく守備を全うしたが、死傷約8,000人の損害を出した。第11軍はこの戦いで、中国軍の戦力を侮り難いものと考え、一大進攻作戦によって中国軍の戦力を破砕しようと考えた（宜昌作戦）。

### 第13軍方面（揚子江方面）
第13軍方面では、中国軍の第86軍などが11月末から安徽省の青陽南方付近に集結して、陣地補強などの活動を活発化させていた。そこで第13軍は、第116師団正面からの攻勢を予測して、第116師団に歩兵3・山砲1個大隊を配属し第15師団を協力させて、未然に中国軍の攻勢を挫折させるよう指示した（12月12日）。
12月16日朝、野山砲十数門・重砲3門を擁する中国軍約4個師が青陽付近から猛攻を加えてきた。第3戦区司令長官顧祝同が、揚子江遮断の厳命を受け「長江方面攻撃軍」（14個師）を特別編成し、青陽・大通に重点を向けて出撃してきたのである。この出撃は、第116師団の準備未完に乗じて発動されたものだった。12月17日夕になると、青陽方面の中国軍は焼夷弾を使用しながら来襲、いたる所で白兵戦が起こり、ついに日本軍の防衛線は突破され、揚子江航路は大通前面で一時遮断された。小部隊に分かれて侵入した中国軍は、対戦車砲などを推進して揚子江を遡行する日本の輸送船を砲撃するとともに、機雷を放流した。第116師団は23日から青陽に対する攻撃を開始した。しかし青陽県城はすでに中国軍の大部隊によって堅固に防御されており、12月26日に攻撃は中止された。
その後も中国軍は揚子江付近に布陣して船舶の航行を妨害し続けた。第13軍は反撃作戦を実施してこの青陽付近の中国軍（第50軍：4個師）を撃破することにし、4月22日から5月2日までの作戦でこれを撃破、退却させた（春季皖南作戦）。

## 華南方面の攻勢
11月下旬、援蔣ルートを遮断する目的で、第21軍の第5師団と台湾混成旅団が広西省の南寧を占領した（南寧作戦）。中国軍は南寧の奪回を企図して、中央軍14個師（約10万人）を湖南方面から広西省へ南下させた。この中には中国軍唯一の機械化部隊（第5軍）も含まれていた。
12月17日、南寧北東方面から合計25個師の中国軍が押し寄せ、特に崑崙関の陣地を巡って激戦となった。崑崙関では1個大隊を基幹とする日本軍部隊が守備していたが、そこへ戦車を伴った中国兵が殺到して激しい接近戦が展開された。18日、第5師団長今村均中将は歩兵第21連隊（連隊長：三木吉之助大佐）を崑崙関へ急派させた。続いて20日には中村支隊（支隊長：中村正雄中将）を派遣させたが、南寧-崑崙関間の連絡線は遮断され、中村支隊も中国軍の攻撃により前進を阻止されてしまった。それから約10日間の激戦で、補給と増援を絶たれ中村支隊長以下多くの損害を出した日本軍は、12月30日崑崙関の放棄を決定し後方の陣地へ撤退した。（崑崙関の戦い）
当時、第21軍主力は広東省で翁英作戦を展開していた。しかし南寧方面の戦況が楽観を許さないようになると、作戦を早期に打ち切って新たに第18師団と近衛混成旅団を広東から南寧方面へ転用した。そして翌1940年（昭和15年）1月28日から一斉に反撃作戦に転じ、この方面から中国軍を駆逐した（賓陽作戦）。

## 結果
冬季攻勢による直接の日本軍の損害は不明であるが、12月から攻勢のほぼ終息した翌年1月末までの支那派遣軍全体の損害は、戦死約4,600人、戦傷約12,400人の合計17,000人余りであった。また武漢地区の第11軍の損害（12～1月）は戦死約2,100人、戦傷約6,200人であった。中国軍の損害実数も不明であるが、第11軍における戦果報告によれば遺棄死体5万人余りであったという。
冬季攻勢終了後、蔣介石（国民政府軍事委員長）は各戦区の参謀長を重慶へ集めて3月6日からの4日間、作戦検討会を実施した。会議では、各戦区からの実施報告に対して、蔣介石がそれぞれ講評する形式で、彼我の形勢と欠陥改善についての教示を行った。そして最後に、日本軍が既に進攻能力を失っている現状を指摘して、戦略上は「持久抗戦」する一方戦術上は「速戦即決」する必要を述べ、守勢から転じて攻勢となすことを強調した。
支那派遣軍は冬季攻勢についての報告の中で、この攻勢には蔣介石政権が国際社会に自国軍の健在をアピールし、その信望を繋ぎ止めて民心を統一するとともに、新政権（汪兆銘政権）の樹立を牽制しようとするねらいも多分にある、と見ていた。主攻撃をうけた第11軍の観察では、武漢作戦以後の1年間日本軍が大規模攻勢作戦を中止したのに対し、中国軍が軍の再建に努めた成果を証明したものであることを認め、中国軍が攻勢によって土地を回復することができなかったとはいえ、その自主的な攻撃力を内外に示し軍の統制力が衰えていないことを実証したとしている。また、中国軍が引き続き第三期整訓を実施しようとしていたため、その完了後（5月以降）に再び総反攻を受けることを警戒した。
日本では当時、陸軍中央において支那派遣軍の兵力（総兵力：約85万人）を削減しようとする動きがあった。第11軍は以前から、積極作戦によって中国の抗戦の柱である中央直系軍を撃破することこそが事変解決の決め手であると主張し、支那派遣軍総司令部も深く共鳴していたが、中央にはこの意見は入れられなかった。しかし、折からの冬季攻勢は第11軍の主張を立証した。中国軍の主攻撃を受け、その戦力が今尚侮り難いものであると実感した第11軍は、速やかに一大反撃作戦である「宜昌作戦」を企図し、支那派遣軍も強力に推し進めていった。